# Маркоманская война
Маркома́нская война́ (166—180 годы) — война германских и сарматских племён с Римом, вызванная передвижениями этих племён на восточных границах Империи.
Воспользовавшись тяжёлым положением Римской империи в связи с Парфянской войной 161—166 годов, эпидемией чумы и неурожаями в Италии, маркоманы, квады, гермундуры, языги и другие племена, преодолев рейнско-дунайскую границу, прошли в Италию. В 169 году они под предводительством вождя маркоманов — Балломара возле Карнунта уничтожили почти 20-тысячную римскую армию, а потом совершили глубокое вторжение вглубь Империи: осадили крепость Аквилея, разрушили город Опитергий. Лишь в конце 169 года Марку Аврелию удалось остановить натиск маркоманов и союзных им племён, но смерть его соправителя, Луция Вера, только усугубила дело, и только спустя несколько лет, в 172—174 гг., Марку Аврелию с большим трудом удалось набрать новые легионы, пополнив их рабами и варварами. Война шла с переменным успехом. Однако в связи с восстанием в 175 году сирийского наместника Авидия Кассия римлянам пришлось воздержаться от расширения собственных границ; тем не менее, по мирному соглашению, заключённому в 175 году, племена вынуждены были признать над собою римский протекторат (римляне отобрали у них узкую полоску земли вдоль границы). Помимо того, ввиду этого соглашения около 25 000 варваров вступили в древнеримскую армию.
3 декабря 176 года Марк Аврелий вместе с сыном, Коммодом, отпраздновал триумф над «германцами и сарматами». Приблизительно в это же время он сделал Коммода своим соправителем.
В 177 году германские племена вновь начали наступление. На этот раз война для Рима пошла куда более удачно. Хотя варвары снова вторглись в Паннонию и с частью войска появились у Аквилеи, однако в 179 г. полководец Марка Аврелия, Таррунтений Патерн, разбил их наголову. Варвары были быстро разгромлены и выбиты с римской территории. После этих событий Марк Аврелий переправился через Дунай с целью присоединить новые земли и создать новые провинции: Маркоманию и Сарматию, но реализовать свои планы императору помешала смерть, постигшая его в Виндобоне 17 марта 180 года.
В 180 году новый римский император, Коммод, заключил с варварами мир на условиях восстановления довоенной границы между Империей и племенами. Римлянам после этого пришлось построить новую сеть оборонительных укреплений на дунайской границе.
Отдельные эпизоды Маркоманской войны изображены на барельефах 30-метровой колонны Марка Аврелия в Риме.

## Маркоманская война в искусстве
- Фильм Ридли Скотта «Гладиатор» начинается с заключительного этапа Маркоманской войны в 180 году.